# Anoplarchus
Anoplarchus — рід окунеподібних риб родини Стіхеєві (Stichaeidae). Описано 2 морських види, що мешкають на півночі Тихого океану біля берегів Північної Америки.

## Класифікація
- Рід Anoplarchus
  - Anoplarchus insignis
  - Anoplarchus purpurescens